# Kurt Hassert

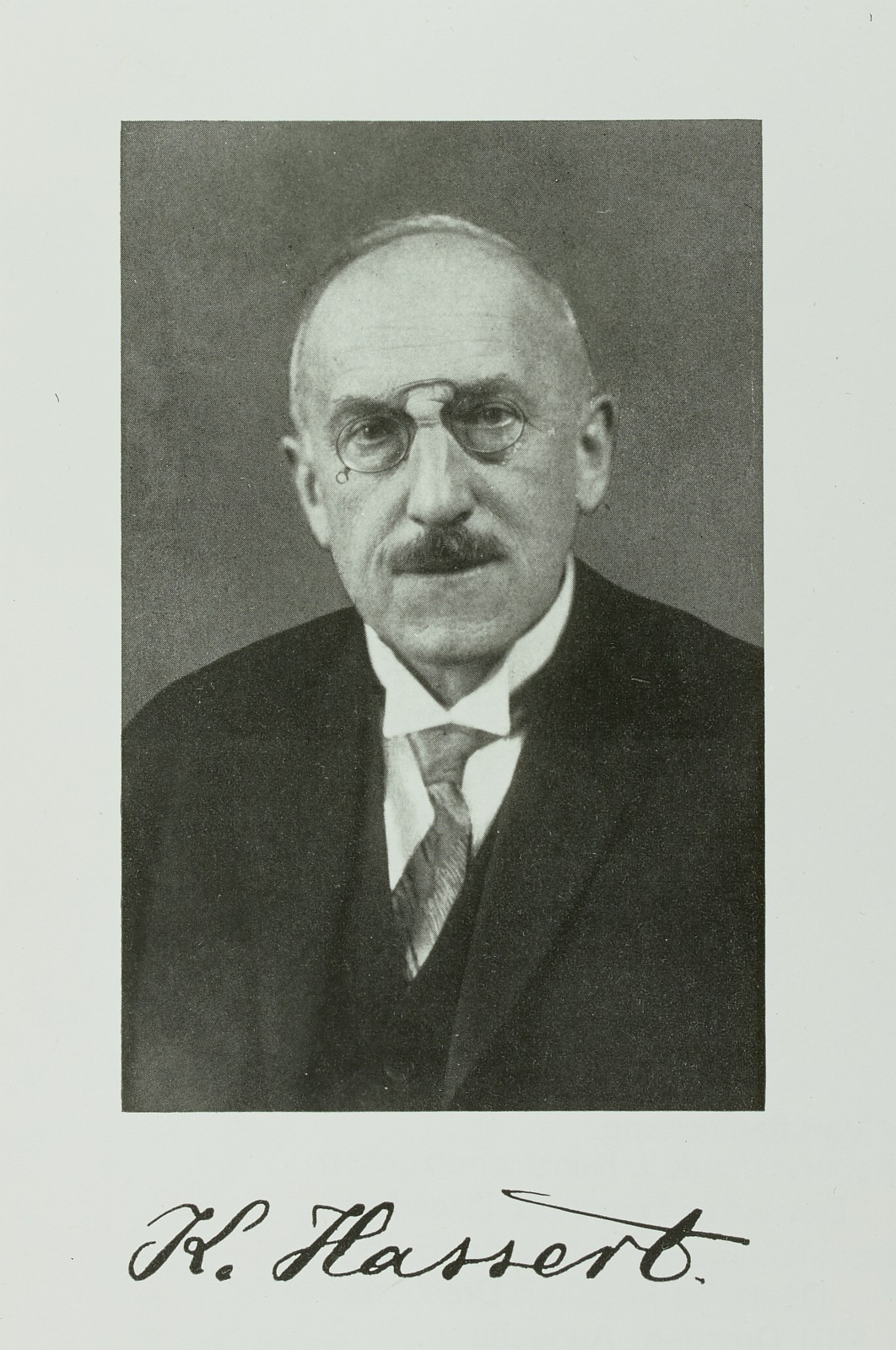
Kurt Hassert (um 1935)

Ernst Emil Kurt Hassert (* 15. März 1868 in Naumburg (Saale); † 5. November 1947 in Leipzig) war ein deutscher Geograf und Hochschullehrer.

## Werdegang
Hassert absolvierte sein Studium in Leipzig und Berlin. Während seines Studiums wurde er Mitglied der Burschenschaft Suevia Leipzig. Sein prägendster Lehrer war Friedrich Ratzel. Seiner Doktorarbeit „Die Nordpolargrenze der bewohnten und bewohnbaren Erde“ (1891) folgten eine Reihe weiterer Forschungsbeiträge zu Arktis und Antarktis. Seine Habilitation erfolgte 1895, danach hielt er an der Leipziger Universität Vorlesungen zu verschiedenen Themen und dozierte ab 1898 auch an der dortigen Handelshochschule. Hassert unternahm Studienreisen in den Mittelmeerländern, nach Eritrea, Nordamerika und 1907/08 nach Kamerun, letztere im Auftrage der Landeskundlichen Kommission des Reichskolonialamtes.
1899 folgte Hassert einem Ruf nach Tübingen, von 1902 bis 1917 war er ordentlicher Professor an der Handelshochschule Köln, danach ab 1917 an der Technischen Hochschule Dresden. Im November 1933 unterzeichnete er das Bekenntnis der deutschen Professoren zu Adolf Hitler. Aus dem Ruhestand kehrte er noch einmal an die Universität zurück und wurde kurz vor seinem Tod 1947 noch nach Leipzig berufen.
Neben den Polargebieten galt sein wissenschaftliches Interesse dem Balkan und dem afrikanischen Kontinent. Seine Schwerpunkte lagen insgesamt auf der Anthropo- und Verkehrsgeografie.

## Werke (Auswahl)
- Die Nordpolargrenze der bewohnten und bewohnbaren Erde, Diss. 1891.
- Reise durch Montenegro nebst Bemerkungen über Land und Leute. Mit 30 Abb. nach den Aufnahmen des Verfassers und einer Karte. A Hartleben´s Verlag, Wien/Pest/Leipzig 1893 (Digitalisat aus dem Bestand des Instituts für Ost- und Südosteuropaforschung)
- Beiträge zur physischen  Geographie von Montenegro mit besonderer Berücksichtigung des Karstes. Mit 4 Tafel, einer Skizze im Text. Justus Perthes, Gotha 1895.
- Deutschlands Kolonien. Erwerbungs- und Entwickelungsgeschichte, Landes- und Volkskunde und wirtschaftliche Bedeutung unserer Schutzgebiete. Mit 8 Tafeln, 31 Abb. im Text, 6 Karten. Dr. Seele & Co., Leipzig 1899 (2. Aufl. 1910).
- Die Polarforschung. Geschichte der Entdeckungsreisen zum Nord- und Südpol von den ältesten Zeiten bis zur Gegenwart. Mit 6 Karten auf 2 Tafeln. B. G. Teubner, Leipzig 1902 (2. Auflage 1907, letzte Aufl. 1956).
- Die neuen deutschen Erwerbungen in der Südsee. Die Karolinen, Marianen und Samoa-Inseln. Nachtrag zu Deutschlands Kolonien. Dr. Seele & Co., Leipzig 1903.
- Landeskunde des Königreichs Württemberg. G. J. Göschen, Leipzig 1903. (2. umgearb. Aufl. 1913).
- Die Städte geographisch betrachtet. Mit 21 Abb. B. G. Teubner, Leipzig 1907.
- Landeskunde und Wirtschaftsgeographie des Festlandes Australien. G. J. Göschen, Berlin & Leipzig 1907.
- Das Kamerungebirge, Mitteilungen aus den deutschen Schutzgebieten Bd. XXIV 1911.
- Seestudien in Nord-Kamerun. ZGErdk. 1912.
- Allgemeine Verkehrsgeographie. G. J. Göschen, Berlin & Leipzig 1913.
- Das Türkische Reich. Politisch, geographisch und wirtschaftlich. J. C. B. Mohr, Tübingen 1918.
- Wesen und Bildungswert der Wirtschaftsgeographie. Ernst Siegfried Mittler und Sohn, Berlin 1919.
- Die Vereinigten Staaten von Amerika als politische und wirtschaftliche Weltmacht geographisch betrachtet. J. C. B. Mohr, Tübingen 1922.
- Die Erforschung Afrikas, Wilhelm Goldmann Verlag, Leipzig 1941 (2. Aufl. 1943).